# Moumen Smihi
Pour les articles homonymes, voir Moumen.
Moumen Smihi est un cinéaste marocain, né à Tanger le 25 août 1945.

## Biographie
Moumen Smihi a suivi des études de philosophie à la Faculté de lettres et sciences humaines de Rabat, puis de cinéma à l'IDHEC de Paris, où il entre en novembre 1965. Il a aussi participé au séminaire de Roland Barthes à l'École pratique des hautes études.
Il travaille comme assistant pour la télévision française avant de réaliser son premier court métrage Si Moh Pas de Chance, qui est Grand Prix du court métrage au 3e Festival international d'expression française de Dinard en 1971, et est remarqué par la critique française. En 1975, il réalise son premier long métrage El Chergui ou le Silence violent.
Moumen Smihi a réalisé sept longs et moyens métrages, ainsi que plusieurs courts métrages. Il fait partie des réalisateurs qui ont donné leur lettres de noblesse au cinéma marocain.
Moumen Smihi a cherché à montrer, depuis Les Récits de la nuit jusqu’à ses Chroniques marocaines, une société arabe contemporaine déchirée par son passé féodal, la décadence, le colonialisme, le sous-développement, avec une écriture qui allie fiction et documentaire[réf. nécessaire].

## Filmographie
Longs métrages
- 1975 : El Chergui ou le Silence violent (El Chergui)
- 1981 : 44 ou les Récits de la nuit, avec Abdesslam Faraoui, Pierre Clémenti et Marie-France Pisier
- 1987 : Caftan d'amour, avec Nathalie Roche et Isabelle Weingarten
- 1989 : Défense et illustration du cinéma égyptien (en)
- 1991 : La Dame du Caire (en), avec Youssra et Gamil Ratib
- 1993 : Avec Matisse à Tanger (en), avec Daniel Mesguich
- 1999 : Chroniques marocaines, avec Acha Mahmah, Miloud Habachi et Tarik Jamil
- 2005 : Le Gosse de Tanger (El Ayel), avec Abdesslam Begdouri, Saïd Amel, Bahija Hachami
- 2008 : Les Cris de jeunes filles des hirondelles (en)
- 2013 : Tanjaoui : Peines de cœur et tourments du jeune Tanjaoui Larbi Salmi (en)

Courts métrages
- 1970 : Si Moh Pas-de-Chance (en)
- 1972 : Couleurs aux corps
- 1978 : Villes marocaines
- 1995 : Jef à l'Anpe (Jamaa El Fna à l'Agence nationale pour l'emploi)
- 1995 : La Médina de Paris
- 1997 : Interview : histoire du cinéma